# Sphyrna tiburo
Sphyrna tiburo е вид акула от семейство Акули чук (Sphyrnidae). Видът не е застрашен от изчезване.

## Разпространение и местообитание
Разпространен е в Аруба, Бахамски острови, Белиз, Бермудски острови, Бонер, Бразилия, Венецуела, Гватемала, Гвиана, Еквадор, Колумбия, Коста Рика, Кюрасао, Мексико, Никарагуа, Панама, Саба, Салвадор, САЩ (Алабама, Джорджия, Калифорния, Луизиана, Мисисипи, Северна Каролина, Тексас, Флорида и Южна Каролина), Сен Естатиус, Суринам, Тринидад и Тобаго и Хондурас.
Среща се на дълбочина от 1,5 до 80 m, при температура на водата от 21,3 до 27,6 °C и соленост 34,5 – 36,3 ‰.

## Описание
На дължина достигат до 1,5 m, а теглото им е максимум 10,8 kg.
Продължителността им на живот е около 12 години.